# Ottilienkirche
Eine Ottilienkirche (Odiliakirche, Ottiliakirche) oder Ottilienkapelle ist ein Kirchengebäude, das der heiligen Odilia geweiht ist.

## Bekannte Ottilienkirchen und -kapellen

### Deutschland

#### Baden-Württemberg
- St. Ottilia und St. Lucia in Bärenbach, Gemeinde Salach
- Ottilienkirche (Bettringen) in Schwäbisch Gmünd-Bettringen
- Ottiliakirche (Hofen) in  Bönnigheim-Hofen
- Ottilienkapelle in Bräunlingen
- St. Ottilienkapelle (Ottilienberg), auf dem Ottilienberg bei Eppingen
- St. Odilia in Fischbach
- St. Ottilien (Freiburg im Breisgau)
- St. Ottilien (Lörrach)
- Ottilienkapelle Plochingen
- St. Ottilia (Randegg) in Randegg
- Ottilienkapelle (Rottweil)
- St. Ottilia (Stuttgart) in Stuttgart-Münster

#### Bayern
- St. Ottilia (Absberg)
- St. Ottilia (Asbach)
- St. Ottilia (Aue) bei Thalmässing
- St. Ottilie (Bittenau)
- St. Maria und St. Ottilia (Bolsterlang)
- St. Ottilia  (Diemantstein) in Diemantstein
- St. Ottilia und Wendelin (Ehingen)
- Erzabtei Sankt Ottilien in Eresing
- St. Ottilia (Ginolfs), in Oberelsbach-Ginolfs
- St. Ottilia (Hasberg)
- St. Lucia und Ottilie (Hechlingen)
- Wallfahrtskirche St. Ottilia in Langquaid-Hellring
- Ottilienkapelle  in Hesselberg
- St. Ottilia (Hörmanshofen)
- St. Ottilia (Kühnhausen)
- St. Ottilia (Laufenthal)
- Kapellenruine St. Ottmar und St. Ottilien auf dem Keilberg (Offenhausen (Mittelfranken))
- St. Johannes Baptist und St. Ottilie (Kersbach) in Forchheim-Kersbach
- St. Ottilie (Möschenfeld) in Grasbrunn-Möschenfeld
- St. Ottilia (Neustadt bei Coburg) in Neustadt bei Coburg
- St. Ottilia (Oberbessenbach) in Bessenbach
- St. Odilia (Ochsenthal) in Hammelburg-Ochsenthal
- St. Ottilia (Pfaffenhofen) in Roth-Pfaffenhofen
- St. Ottilia (Ried)
- St. Ottilia (Rieden)
- St. Ottilia (Rott)
- St. Ottilia (Rüdenau)
- St. Ottilia (Salzdorf) in Landshut-Salzdorf
- St. Ottilia (Schweinsdorf)
- St. Ottilia (Straßbach)
- St. Ottilia (Taing)
- St. Luzia und Ottilia (Weilheim)
- St. Ottilia (Wengen) in Burgheim-Wengen

#### Hessen
- St. Odilia (Döllbach) in Eichenzell-Döllbach
- St. Ottilia (Fulda) in Fulda-Niesig
- Kapelle Sankt Ottilienberg in Helsa
- Odilienkirche (Springen)

#### Nordrhein-Westfalen
- St. Odilia (Gohr) in Dormagen-Gohr

#### Rheinland-Pfalz
- St. Ottilia-Kapelle (Sankt Martin), an Nordosthang des Hochberges bei Sankt Martin
- St. Odilia (Dausfeld), in Prüm

#### Saarland
- Odilienkapelle mit Odilienquelle im Großen Lückner bei  Oppen

#### Sachsen-Anhalt
- St. Lucia und Ottilie (Höhnstedt)

#### Thüringen
- Ottilienkapelle auf dem Domberg in Suhl
- Ruine der Wallfahrtskirche St. Ottilien in Ehrenberg (bei Hildburghausen)

### Frankreich
- Sainte-Odile (Paris)
- Basilika Unsere Liebe Frau vom Odilienberg

### Italien
- St. Ottilia (Lengstein)
- St. Ottilia (Tschengls)

### Österreich
Niederösterreich
- Pfarrkirche Kollmitzberg

Vorarlberg
- Kapelle Oberfallenberg

### Schweiz
- St. Ottilien (Buttisholz), Kanton Luzern
- St. Ottilien (Fehren), Kanton Solothurn
- Kirche St. Ottilia des Klosters Grimmenstein in Walzenhausen, Kanton Appenzell Ausserrhoden

### Tschechien
- St.-Ottilia-Kapelle (Čechůvky)